# Hot Cross
Hot Cross est un groupe de post-hardcore américain, originaire de Philadelphie. Depuis le 7 juillet 2007, le groupe est en pause indéfinie.

## Biographie
Hot Cross est formé à l'hiver 2000 avec Greg Drudy (Saetia, Interpol), Matt Smith (Off Minor) et Marino. À ses débuts, le groupe joue notamment en Angleterre. Ayant besoin d'un bassiste, le groupe invite Josh Jakubowski (Neil Perry, The Now, Joshua Fit for Battle) à se joindre à eux peu après le départ de Marino qui se consacrera à Errortype: 11. Après quelques répétitions en trio, Casey Boland (fex-You and I) les rejoint comme second guitariste, et Hot Cross commence à travailler sur ses chansons. Après quelques chansons, Hot Cross décide de recruter un chanteur plus mûr et fait appel à Billy Werner, un autre vétéran de Saetia et She's Hit! 
Leur premier EP, A New Set of Lungs, est publié en mars 2001. En 2002, le groupe tourne en Europe et au Japon. En mars 2003, ils publient leur premier album studio, Cryonics, qui est enregistré entre janvier et février la même année. Fair Trades and Farewells, leur deuxième album studio, sort en 2004. Hot Cross tourne e nsoutien à l'album, effectuant plus de 200 concerts. En 2007, le groupe annonce une pause indéfinie.

## Membres
- Billy Werner – chant
- Josh Jakubowski – guitare, chant
- Casey Boland – guitare, chant
- Matt Smith – basse
- Greg Drudy – batterie

## Discographie

### Albums studio
- 2003 : Cryonics
- 2007 : Risk Revival

### EP
- 2001 : A New Set of Lungs
- 2004 : Fair Trades and Farewells
- 2004 : Hot Cross Holy Shroud Split

### Splits
- Split avec Light the Fuse and Run (The Eye Is a Tricky Machine et In Memory of Movern)
- Split avec Lickgoldensky (A Voice Turned Vacant et Patience and Prudence)
- Split avec The Holy Shroud (Tacoma)